# Telečka
Telečka (cyr. Телечка; węg. Bácsgyulafalva) – wieś w Serbii, w Wojwodinie, w okręgu zachodniobackim, w mieście Sombor. W 2011 roku liczyła 1720 mieszkańców.